# Bougainville (L9077)
Pour les autres navires du même nom, voir Bougainville (navire).
Le Bougainville est un bâtiment de transport et de soutien de la Marine nationale française en service de 1988 à 2008. Son numéro de coque est L9077. Il est marrainé par l'île de Bora-Bora. Il porte le nom du navigateur français Louis-Antoine de Bougainville.

## Construction
Commandé pour le compte de la Direction des centres d'expérimentations nucléaires (DIRCEN), sa construction commence le 28 janvier 1986 aux chantiers Dubigeon à Nantes et il est lancé le 3 octobre 1986. C'est le dernier navire construit par les chantiers Dubigeon, qui ferment à la suite en 1987. Le navire est ensuite achevé aux chantiers de l'Atlantique à Saint-Nazaire.

## Service actif
Construit pour réaliser des missions de transport pour les essais nucléaires en Polynésie, il est transformé en 1998 en navire collecteur de renseignements, puis en 2006 il redevient bâtiment de transport et de soutien (BTS).
Ce bâtiment a participé à plusieurs opérations majeures comme la lutte contre le chikungunya en 2006 et la mission Corymbe 91 en 2007.
Après le retrait du service actif du navire, une cession au Liban a été étudiée par la Marine nationale pour offrir une seconde vie au Bougainville ; mais cette unité étant trop importante pour la marine libanaise qui n'avait pas les moyens nécessaires à son utilisation et à son entretien et il a été retiré du service actif en 2008.
En 2013, il a servi comme protection de la cale sèche du porte-avions Charles de Gaulle.
Il a quitté Toulon le 17 mai 2018 vers son lieu de démantèlement à Gand, en Belgique afin d'y être démantelé par le groupe franco-belge Galloo.

## Caractéristiques
Le BTS Bougainville est équipé avec :
- un radier inondable de 78 × 11,5 m qui permet d'accueillir deux chalands de transport de matériel, des véhicules ou du matériel ;
- une grue de 38 tonnes ;
- un pont roulant ;
- une plate forme de 470 m2 pour 2 hélicoptères lourds.